# Résolution ES-10/21 de l'Assemblée générale des Nations unies
La résolution ES-10/21 de l'Assemblée générale des Nations unies est une résolution de la dixième session extraordinaire d'urgence de l'Assemblée générale des Nations unies relative à la guerre à Gaza depuis 2023.
Il a appelé à une trêve humanitaire « immédiate et durable » et à la cessation des hostilités, a condamné « tous les actes de violence visant les civils palestiniens et israéliens » et « [exige] que toutes les parties se conforment immédiatement et pleinement à leurs obligations en vertu du droit international ».
La résolution a été introduite par la Jordanie après quatre tentatives infructueuses de résolutions sur les pauses humanitaires et les cessez-le-feu au Conseil de sécurité des Nations unies. Elle a été adoptée par 121 voix contre 14, avec 44 abstentions.

## Procédures et contexte
Le 17 octobre 2023, une résolution du Conseil de sécurité de l'ONU (CSNU) appelant à l'accès humanitaire, à l'évacuation en toute sécurité des civils et à la libération des otages a été proposée par la délégation russe à l'ONU. Il n’a pas obtenu les neuf voix requises au Conseil de sécurité de l’ONU, n’obtenant que quatre voix pour, quatre voix contre et six abstentions. Le 18 octobre, une résolution du Conseil de sécurité brésilien appelant à un cessez-le-feu pour faciliter l'acheminement de l'aide humanitaire et comprenant une condamnation explicite des actions du Hamas contre Israël, a reçu son veto. La délégation américaine a fait valoir que puisque la résolution ne « mentionnait pas le droit d'autodéfense d'Israël », les États-Unis y opposaient leur veto.
La résolution ES-10/21 de l'Assemblée générale des Nations unies a été présentée par la Jordanie au nom d'un groupe d'États arabes à la suite de quatre tentatives infructueuses de résolutions sur les pauses humanitaires et les cessez-le-feu au Conseil de sécurité de l'ONU. 21 autres pays arabes ont travaillé sur le projet de résolution,,. La résolution compte 47 États parrains (indiqués dans le tableau de vote ci-dessous),.
La délégation canadienne à l'ONU a proposé un amendement à la résolution condamnant le Hamas. Bien qu'une majorité des membres de l'ONU l'aient soutenu, l'amendement n'a pas atteint la majorité des deux tiers nécessaire pour être adopté, avec un vote de 88 pour, 55 contre et 23 abstentions,,. L'amendement proposé condamne également « la prise d'otages et... exige la sécurité, le bien-être et le traitement humain de ces otages ».
Le 25 octobre, le secrétaire général des Nations unies, António Guterres, a appelé à un cessez-le-feu, lors d'un discours dans lequel il a déclaré que les attaques du Hamas « ne se sont pas produites dans le vide » et doivent être comprises dans le contexte de 56 ans d'occupation israélienne. « L'occupation étouffante » des Palestiniens, déclarant en outre que « les griefs du peuple palestinien ne peuvent justifier les attaques épouvantables du Hamas. Et ces attaques épouvantables ne peuvent justifier la punition collective du peuple palestinien »,. Israël a répondu en disant qu'il interdirait aux représentants de l'ONU d'Israël de « leur donner une leçon », et a appelé à la démission du secrétaire général,.

### Dossier de vote
En raison d'un problème technique dans l'équipement de vote électronique irakien, le résultat a été initialement présenté à tort comme étant de 120 voix pour,.
Il s'agit d'un vote simulé sur l'ES-10/21 le 13 octobre 2023 lors de la guerre à Gaza depuis 2023.
| Favorables (121) 47 États parrainant (marqués †) | Abstentions (44) | Contre (14) | Absents (14) |
| --- | --- | --- | --- |
| Afghanistan Algérie Andorre Angola Antigua-et-Barbuda Argentine Arménie Azerbaïdjan † Bahamas † Bahreïn † Bangladesh † Barbade Biélorussie Belgique Belize † Bhoutan Bolivie † Bosnie-Herzégovine Botswana † Brésil Brunei † République centrafricaine Tchad † Chili Chine † Colombie Comores † République du Congo Costa Rica Côte d'Ivoire Cuba † Corée du Nord † République démocratique du Congo Djibouti † Dominique République dominicaine Équateur Égypte † Salvador † Guinée équatoriale Érythrée France Gabon Gambie † Ghana Grenade Guinée Guinée-Bissau Guyana Honduras Indonésie † Iran Irak † Irlande Jordanie † Kazakhstan Kenya Koweït † Kirghizistan Laos Liban Lesotho Libye † Liechtenstein Luxembourg Madagascar Malawi Malaisie † Maldives † Mali Malte Mauritanie † Maurice Mexique Mongolie Monténégro Maroc † Mozambique Myanmar Namibia † Népal Nouvelle-Zélande Nicaragua † Niger Nigeria Norway Oman † Pakistan † Pérou Portugal Qatar † Russie † Saint-Christophe-et-Niévès Sainte-Lucie Saint-Vincent-et-les-Grenadines † Arabie saoudite † Sénégal † Sierra Leone Singapour Slovénie Îles Salomon Somalie † Afrique du Sud † Espagne Sri Lanka Soudan † Suriname Suisse Syrie Tadjikistan Thaïlande Timor oriental † Trinité-et-Tobago Turquie † Ouganda † Émirats arabes unis † Tanzanie Ouzbékistan Viêt Nam Yémen † Zimbabwe † | Albanie Australie Bulgarie Cap-Vert Cameroun Canada Chypre Danemark Estonie Éthiopie Finlande Géorgie Allemagne Grèce Haïti Islande Inde Italie Japon Kiribati Lettonie Lituanie Monaco Pays-Bas Macédoine du Nord Palaos Panama Philippines Pologne Corée du Sud Moldavie Roumanie Saint-Marin Serbie Slovaquie Soudan du Sud Suède Tunisie Tuvalu Ukraine Royaume-Uni Uruguay Vanuatu Zambie | Autriche Croatie Tchéquie Fidji Guatemala Hongrie Israël Îles Marshall Micronésie Nauru Papouasie-Nouvelle-Guinée Paraguay Tonga États-Unis | Bénin Burkina Faso Burundi Cambodge Eswatini Jamaïque Liberia Rwanda Samoa São Tomé-et-Principe Seychelles Togo Turkménistan Venezuela † Le Venezuela a été suspendu du droit de vote lors de la 76e session et de la 11e session extraordinaire d'urgence en raison du non-paiement de ses cotisations au cours des deux années précédentes, pour lequel il n'a pas reçu de dérogation spéciale de l'Assemblée |
| États observateurs : Saint-Siège et Palestine † | | | |

| Favorables (112) | Abstentions (53) | Contre (8)                                                           | Absents (20) |
| --- | --- | -------------------------------------------------------------------- | --- |
| Afghanistan Algérie Angola Antigua-et-Barbuda Arménie Azerbaïdjan Bahreïn Bangladesh Barbade Biélorussie Belize Bhoutan Bolivie Bosnie-Herzégovine Botswana Brésil Brunei Burkina Faso Chili Chine Colombie Comores Costa Rica Côte d'Ivoire Cuba Chypre Corée du Nord Djibouti République dominicaine Égypte Salvador Érythrée Eswatini Éthiopie Finlande France Gambie Géorgie Grèce Grenade Guyana Haïti Honduras Islande Inde Indonésie Iran Irak Irlande Italie Jamaïque Japon Jordanie Kazakhstan Koweït Kirghizistan Laos Liban Lesotho Malaisie Maldives Mali Malte Mauritanie Maurice Mongolie Maroc Mozambique Namibie Népal Nouvelle-Zélande Nicaragua | Albanie Andorre Argentine Australie Autriche Bahamas Belgique Bulgarie Cameroun Croatie Tchéquie Danemark Équateur Guinée équatoriale Estonie Fidji Allemagne Ghana Guatemala Hongrie Kenya Lettonie Liberia Liechtenstein Lituanie Luxembourg Malawi Mexique Monaco Monténégro Pays-Bas Nigeria Norvège Panama Papouasie-Nouvelle-Guinée Paraguay Philippines Pologne Portugal Corée du Nord Moldavie Roumanie Rwanda Sainte-Lucie Saint-Marin Singapour Slovaquie Slovénie Soudan du Sud Suède Tuvalu Royaume-Uni Vanuatu | Canada Micronésie Israël Îles Marshall Nauru Palaos Samoa États-Unis | Bénin République centrafricaine République du Congo République démocratique du Congo Dominique Gabon Guinée-Bissau Kiribati Libye Madagascar Myanmar Saint-Christophe-et-Niévès Saint-Vincent-et-les-Grenadines São Tomé-et-Principe Seychelles Îles Salomon Tonga Turkménistan Ukraine Venezuela |
| États observateurs : Saint-Siège et Palestine | |                                                                      | |

## Réponse
Le Guardian a rapporté que les États-Unis et Israël semblaient isolés après que seulement 12 pays se sont joints à eux pour s'opposer à la motion, dont la moitié étaient des îles du Pacifique. Le représentant israélien Gilad Erdan auprès des Nations unies a condamné la résolution, affirmant que l'ONU « n'a plus la moindre once de légitimité ou de pertinence », tandis que la représentante américaine Linda Thomas-Greenfield a qualifié la résolution de « scandaleuse ». En outre, Olof Skoog, observateur permanent de l'Union européenne, a regretté l'utilisation du veto contre la résolution du Conseil de sécurité de l'ONU, ont souligné les représentants de l'État de Palestine, de la Turquie, du Qatar, de la Syrie, du Ghana, de la France, de la Russie, de l'Iran et de l'Égypte. leur soutien à la résolution, tandis que le représentant jamaïcain Brian Christopher Manley Wallace a appelé toutes les parties à mettre fin au conflit, et le représentant vénézuélien Joaquín Alberto Pérez Ayestarán, s'exprimant au nom du Groupe des amis pour la défense de la Charte des Nations unies, a appelé Israël à adhérer au droit international,. Dans une déclaration expliquant le raisonnement derrière leur vote oui, la délégation suisse a indiqué qu'elle condamnait les attaques du Hamas et l'amendement canadien, mais qu'elle soutenait la résolution car elle répondait à la nécessité d'autoriser l'aide humanitaire à la population de Gaza. La délégation américaine a également qualifié la résolution de « profondément imparfaite ». Tarek Ladeb, l'ambassadeur de Tunisie auprès de l'ONU, a déclaré que la Tunisie s'était abstenue sur la résolution parce qu'elle n'avait pas dénoncé les crimes de guerre et le génocide contre les Palestiniens par les forces israéliennes.
Les autres réponses étaient mitigées. Eli Cohen, le ministre israélien des Affaires étrangères, a déclaré sur Twitter qu'Israël « rejetait catégoriquement » la résolution, et a ajouté : « Israël a l'intention d'éliminer le Hamas tout comme le monde a traité avec les nazis et l'EI ». Cohen a également qualifié la résolution de « répugnante » et a déclaré qu'Israël « la rejette fermement ». La République tchèque a voté contre la résolution, l'ambassadeur du pays auprès de l'ONU, Jakub Kulhánek, a voté contre, arguant que la résolution ne condamnait pas les actions du Hamas, ne reconnaissait pas le droit israélien à l'autodéfense et n'incluait pas de « demande de libération des otages ». Sur les réseaux sociaux, la ministre tchèque de la Défense Jana Černochová a déclaré que la République tchèque devrait quitter les Nations unies, une opinion qui a été rejetée par le Premier ministre Petr Fiala, le ministre des Affaires étrangères Jan Lipavský et d'autres responsables du gouvernement du pays.
Les Philippines se sont abstenues lors du vote sur la résolution malgré leur soutien à plusieurs points du projet. Il souhaitait une condamnation explicite de l'attaque du Hamas du 7 octobre,. L'Australie s'est également abstenue en raison de l'omission du Hamas dans le projet en tant qu'auteur des attentats du 7 octobre.
Dans un communiqué, le Hamas a exprimé son soutien à la résolution et a déclaré qu'elle devait être immédiatement mise en œuvre. Mohd Na'im Mokhtar, ministre des Affaires religieuses de Malaisie, a affirmé qu'avec l'adoption de la résolution, le cessez-le-feu pourrait être atteint et l'aide humanitaire pourrait « être apportée au peuple palestinien, en particulier à Gaza ». Dans une autre déclaration, le ministère malaisien des Affaires étrangères a exprimé le soutien du gouvernement à la résolution,. Le ministre sortant des Affaires étrangères pakistanais, Jalil Abbas Jilani, a appelé la communauté internationale à faire pression sur Israël pour qu'il respecte la « résolution de l'ONU exigeant un cessez-le-feu immédiat à Gaza ». Une déclaration commune publiée par le Parti communiste indien (marxiste) et le Parti communiste indien a condamné la décision de l'Inde de s'abstenir sur la résolution. Les deux partis politiques ont déclaré que cela niait le soutien du pays à l'autodétermination palestinienne et ont fait valoir que cela indiquait que la politique étrangère du pays était « façonnée par le fait d'être un allié subordonné de l'impérialisme américain ». Frank Bainimarama, ancien Premier ministre des Fidji et actuel dirigeant de Fidji d'abord, a critiqué le vote des Fidji contre la résolution, déclarant qu'elle contredisait « l'héritage de longue date du pays en tant que gardien de la paix ». Le Parlement arabe a confirmé la résolution et a déclaré que des « mesures sérieuses » pour faire pression sur Israël afin qu'il se conforme à la résolution devraient être mises en œuvre.